# Кондиционирање воде у ванредним ситуацијама
Кондиционирање воде у ванредним ситуацијама је скуп мера и постуапка којима се на нешто другојачији начин врши пречишћавање воде за пиће, било да се ради о сузбијању неке хидричне епидемије, или се ради о организованом водоснабдевању неког градилишта, војног логора, привременог летовалишта, кампа или у другим ванредним ситуацијама (ратно стање, земљотрес, поплаве и друге елементарне непогоде и сл.) када се организују привремена постројења за кондиционирање воде за пиће.

## Значај водоснабдевања у ванредним ситуацијама
У ванредним ситуацијама, врло је важно у оквиру водоснабдевања обезбедити:
- кондиционирање воде,
- рационално коришћење воде,
- предузимање мера којима ће се обезбедити бар минимално снабдевање водом становништва.

Овим мерама на ванредном ситуацијом угроженом подручју, омогућава се становништву опстанка на том подручју и осигуравају бар минимални животни и други услови, везани на нормално водоснабдевање.

## Предуслови
Загађење вода у ванредним ситуацијама може се дефинисати као свака физичка, хемијска или биолошка промена у квалитету воде која има негативан утицај на организме који ту воду конзумирају или живе у њој.
Највећу претњу воденим ресурсима у ванредним ситуацијама представља човек са својим вештачки изазваним поступцима загађивањем воде, који се  могу се поделити у две групе: концентрисаних и расутих загађивача...  
| Вештачки (од стране човека) изазвани поступци загађивања воде                                                                            | Вештачки (од стране човека) изазвани поступци загађивања воде                                                                                           |
| Концентрисани загађивачи | Расути загађивачи |
| --- | --- |
| - урбана насеља - индустријски објекти - енергетски објекти - пољопривредни објекти за гајење животиња - депоније - цурење из резервоара | - пољопривредна земљишта са којих се спирају пестициди и ђубрива - киселе кише - сметилишта - саобраћајнице - локације за експлоатацију песка и шљунка. |

Како ови извори загађења у различитој мери делују на водене ресурсе, под њиховим утицајем могу настати следећи облици загађења водених система:
- замућење, промена боје и мириса воде;
- таложење материјала на дну;
- поремећен хемијски састав воде;
- немогућност самопречишћавања;
- присуство токсичних супстанци;
- ремећење и уништавање животних заједница;
- деградирани пејзаж у приобалним деловима итд.[2]

Све ове промене доводе до:
- Смањења ресурса воде која се користи за пиће, а тиме и до смањења укупних количина воде које човек користи.
- Многих негативних последица након уношењем загађене воде — што има за последицу не само ширења заразних болести и здравље људи, већ и на читаву животну средину.

## Загађење воде у ванредним ситуацијама
До загађивања воде у ванредних ситуацијама може настати као последица:
- механичких оштећења водоводних система (вентили, резервоари, постројења),
- хемијског и механичко загађење воде наносом у случају поплава,
- загађивања воде радиолошко-хемијско-биолошким супстанцама у случају техничко-технолошких акцидената са опасним материјама,
- током ратних дејстава након примене разним хемијским, радиолошким, механичким и биолошких дејстава
- терористичких дејства применеом експлозивних, хемијских или биолошких средства.

У овим ситуацијама, долази не само до погоршања општих услова живота људи, већ изазива загађења воде што оставља негативне последице по здравље људи. У случају загађења воде у ванредним ситуацијама, стварају се услови за појаву заразних и незаразних обољења.

## Хигијенске мере у ванредним ситуацијама
У циљу спречавања или ублажавања неповољних последица ванрадних ситуација, мора се приступити организовано и систематски на спровођењу многобројне хигијенских мера, које представљају основне елементе превентивне заштите становниша и оружаних снага неке државе.
Посебан проблем у ванредним ситуацијама је, обезбеђење довољних количина хемијски и бактериолошки исправне (незагађене) воде за пиће, веома је тежак и сложен задатак, али и један од најважнијих елемената хигијенског обезбеђења становништва и свих војних и цивилних снага.

### Испитивање као одговор на ванредне ситуације
Неизбежно након догађаја као што су земљотреси и цунами, агенције за помоћ одмах реагују како би започеле операције помоћи и покушале обновити основну инфраструктуру и пружити основне ставке потребне за опстанак и каснији опоравак.
Приступ чистој води за пиће и одговарајућа санитација (здравствени услови) су приоритет у овим ситуацијама, јер се опасност од болести повећава због великог броја људи који живе близу једни другима, често у тешким условима и без одговарајуће санитарне заштите.
Након природне катастрофе, испитивању квалитета воде, може се приступити на различите начине начине и применом различитих методе. Кључни основни параметри квалитета воде које је потребно решити у хитним случајевима су:
- бактериолошки индикатори фекалног загађења,
- заосталог слободног хлора,
- pH,
- замућеност,
- евентуално проводљивости/укупно растворених супстанци.

На тржишту постоји велики број преносних сетова за тестирање воде које агенције за помоћ пружају за обављање таквих испитивања. 
Након већих природних катастрофа, може проћи одређено време пре него што се квалитет воде врати на ниво пре катастрофе. На пример, после цунамија у Индијском океану 2004. године, Међународни институт за управљање водама (IWMI) са седиштем у Коломбу пратио је утицаје слане воде и закључио да су се бунари опоравили до квалитета питке воде пре цунамија годину и по дана након тог догађаја. IWMI је развио протоколе за чишћење бунара загађених сланом водом; касније их је Светска здравствена организација званично одобрила као део серије Смерница за хитне случајеве. 

## Методе кондиционирања воде
Будући да ризик од прекида у снабдевању водом због природних или антропогених фактора не може бити
потпуно елиминисани (на пример, хакерски напади који представљају нову претњу контролним системима водоводних компанија), другим речима, ванредне ситуације у којима је поремећено несметано снабдевање водом не могу се искључити. У том смислу потребно је уложити напоре да се минимизирају и најмање штетни утицај таквих догађаја по кориснике. 
У ванредним ситуацијама одмах се морају успоставити организациони и технички услови који умањују такве опасности. Мора се увести систем организације и управљања производњом и дистрибуцијом воде, који ће бити у стању:
- да спречи опсаности,
- обезбеди минимална количина воде, барем за стратешке потрошаче,
- адекватно реши опасности и ванредне ситуације.